# Давай поженимся (телепередача)
«Давай поженимся!» — свадебное ток-шоу, выходящее на «Первом канале» с 28 июля 2008 года по будням. Герой программы поочерёдно встречается с тремя невестами или женихами, а в конце программы делает выбор: с кем из них он хотел бы продолжить отношения.
С 24 февраля 2022 по 25 августа 2023 года программа не выходила в эфир в связи со вторжением России на Украину и смены сетки вещания «Первого канала» на политическую. 15 июня 2023 генеральный директор «Первого канала» Константин Эрнст в рамках ПМЭФ объявил о возвращении шоу в эфир «по многочисленным просьбам российских телезрителей». 10 июля в эфире канала появился первый анонс возобновлённой программы. Шоу было возобновлено с 28 августа 2023 года.
В 2022 и 2024 годах в новогодние каникулы шоу также выходило в эфир под названием «Давай поженимся в Новый год!».

## Синопсис
В каждом выпуске одному жениху, двум женихам или невесте предлагается сделать выбор из трёх-пяти претендентов на его или её руку и сердце. Все они соответствуют требованиям героя к своей половине. Претенденты видели фото героя на сайте «Первого канала» и из сотен других выбрали именно этих. Они готовы бороться за него/их/его, демонстрировать таланты и делать избраннику сюрпризы: удивлять танцами, пением, кулинарными шедеврами, лингвистическими познаниями и другими способами.
Участники «Давай поженимся!» идут на передачу, призвав себе на подмогу родных и близких, исполняющих роль классических «сватов» и советчиков. У всех этих людей есть своё представление о том, кто нужен их близким в роли спутника жизни. Они активно помогают герою делать выбор — задают претендентам каверзные вопросы, придирчиво их изучают.

## Ведущие
- С 28 июля по 29 августа и с 16 сентября по 3 октября 2008 года ведущей передачи была актриса Дарья Волга[6]. Она так прокомментировала свой уход из передачи:

Я вела программу три месяца, и руководство решило резко изменить формат, сделать его более скандальным. Несколько раз я отказалась озвучивать те вещи, которые от меня требовали редакторы. Например, в программу пришла женщина лет 55, которая хотела встретить мужчину. В молодости она сделала два аборта, после которых не смогла стать матерью. Редактор в наушник говорит: «Спроси её: как вы себя чувствуете после того, как убили двоих своих детей?!». Я не стала это повторять. Как могу я, молодая, здоровая, успешная, замужняя женщина, давать наотмашь по морде человеку, которому и так в жизни пришлось несладко? Лариса Гузеева может. Она более зрелая, опытная, жёсткая. Я не могу смотреть «Давай поженимся!» в нынешнем варианте.
- С 6 октября 2008 года передачу ведет актриса Лариса Гузеева[7]. Также в передаче участвуют соведущие Роза Сябитова (сваха) и Василиса Володина (астролог).
- В октябре 2014 года Василиса Володина ушла в декретный отпуск, и вместо неё соведущей была актриса и астролог Лидия Арефьева (с 30 октября 2014 года[8] по 18 февраля 2015 года). 25 февраля 2015 года Лидия Арефьева вернулась. С 19 февраля 2015 года по 2018 год передачу в качестве астролога периодически вела (была соведущей) Тамара Глоба[9], а с 13 апреля 2015 года вернулась Василиса Володина[10].
- 23 октября 2017 года вышел выпуск, где из-за болезни Розы Сябитовой место свахи заняла Тамара Глоба, а место астролога — Василиса Володина.
- С 16 апреля 2020 года, из-за пандемии коронавируса COVID-19, передачу вели только Лариса Гузеева и Роза Сябитова. Также отсутствовали зрители в зале.
- 13 октября 2020 года стало известно, что Василиса Володина покинула проект из-за разногласий с продюсерами «Первого канала»[11][12][13][14][15].
- 22 августа 2023 года стало известно, что в возвращённой программе «третьим ведущим» продюсеры шоу выставили искусственный интеллект, который поможет ведущим «ценными советами и прогнозами о вероятном развитии отношений»[16].

## Критика
Интернет-издание «Meduza» приводит «Давай поженимся» в качестве примера передачи, в которой ведущие систематически оскорбляют и унижают героев, провоцируя зрителей на их травлю, а по мнению корреспондентов «КП», на этом ток-шоу создана атмосфера торга:
Создатели проекта поставили благую цель — соединять одиноких людей. Но взяли для этого самые инквизиторские приемчики. Атмосферу торга — а ну-ка, какие там дефекты у вашей молодки? И советчиков — друзей и родных, которые, как известно, своими «благими» рекомендациями разрушили не одну крепкую семью. В итоге несчастных одиночек, пытающихся найти себе пару, жалко. В попытке обрести своё счастье они становятся просто товаром на ярмарке женихов и невест.
Искусствовед Людмила Семенова назвала передачу «фрик-шоу», герои которого «приходят туда не в поиске пары, а чтобы показаться на экране и сделать телекарьеру либо найти спонсора», отметив среди прочих недостатков проекта «рекламирование лженаук» и «уродливых моделей половых отношений». По её мнению, «передача превратилась в маркетинговую акцию, приносящую прибыль телевизионщикам и актерам и заодно поучающую зрителей, какую цену имеет каждый из них».
Академик А. М. Черепащук (в бюллетене Комиссии РАН по борьбе с лженаукой):
...в  19  часов 30 минут показывают пошлейшую передачу «Давай поженимся», где экспертом выступает не психолог, а астролог. Эта миловидная женщина – астролог выдает, например, такие «перлы»: «Ваш брак будет не очень удачным, так как Плутон квадрирует с Венерой». И все участники передачи  с нею соглашаются: «да, уж действительно, если Плутон квадрирует...». Так что благодаря СМИ астрология, эта типичная лженаука, уже получила «права  гражданства».А.М. Черепащук
Телеобозреватель Ирина Петровская оценила шоу как «довольно скучное» и «типичное дневное зрелище для домохозяек», предположив, что его попадание в прайм-тайм связано с нехваткой качественного программного продукта. Она также подвергла критике несколько отдельных выпусков программы: так, в одном из них подбор участников происходил по этническому признаку, а в другом к обсуждению семейных проблем и личной жизни героев привлекли их малолетних детей.

## Международные версии
- С 2009 по 2010 год на ОНТ транслировалась белорусская версия передачи, ведущая — Ирина Нарбекова[25].
- С сентября 2009 по 14 января 2014 года выходила украинская версия передачи под названием «Давай одружимося». Транслировалась поочерёдно на четырёх телеканалах — СТБ[26], «1+1»[27], К1[28] и «Интер»[29]. Ведущей программы на первых трёх телеканалах была Оксана Байрак и на телеканале «Интер» — Анфиса Чехова.
- С 30 мая 2011 по 21 мая 2014 года на КТК транслировалась казахстанская версия передачи, ведущая — Айгуль Бабаева.
- В 2012 году на телеканале ATV транслировалась армянская версия передачи под названием «Արի ամուսնանանք».
- С 2021 года на телеканале TV6, а сейчас на телеканале Canal 5 транслируется молдавская версия передачи под названием «Hai să ne căsătorim».

## Награды
- В 2009 году программа получила премию ТЭФИ в номинации «Развлекательная программа. Образ жизни», а также Лариса Гузеева стала лауреатом премии ТЭФИ в номинации «Ведущий ток-шоу»

## Пародии
- Программа «Давай поженимся» была спародирована четыре раза в программе «Большая разница» в выпусках от 21 ноября 2008 года, 25 апреля 2010 года, 10 марта 2012 года и 23 ноября 2024 года:
  - В пародии, показанной в выпуске от 25 апреля 2010 года, выбирали нового мужа для Ларисы Гузеевой;
  - В пародии, показанной в выпуске от 10 марта 2012 года, сватали Николая Баскова и Анастасию Волочкову;
  - В пародии, показанной в выпуске от 23 ноября 2024 года, фильм «Жестокий романс», в котором Лариса Гузеева сыграла главную роль Ларисы Дмитриевны Огудаловой, был выполнен в обстановке передачи «Давай поженимся!».